# Salix bistyla
Salix bistyla är en videväxtart som beskrevs av Hand.-mazz.. Salix bistyla ingår i släktet viden, och familjen videväxter. Inga underarter finns listade i Catalogue of Life.